# Oblívio
Oblívio é o sétimo e último livro da série Crónicas de Allaryia, escrita pelo português Filipe Faria. A primeira edição foi lançada em fevereiro de 2011 pela Editorial Presença, na coleção "Via Láctea".